# Terminalia bursarina
Terminalia bursarina är en tvåhjärtbladig växtart som beskrevs av Ferdinand von Mueller. Terminalia bursarina ingår i släktet Terminalia och familjen Combretaceae. Inga underarter finns listade i Catalogue of Life.